# Kageneckia
Kageneckia je rod ružovki iz podtribusa Lindleyinae, dio tribusa Maleae. Postoje tri vrste manjeg drveća od središnjeg Perua do sjevernog Čilea.
Rod je opisan u Florae Peruvianae, et Chilensis Prodromus 145. 1794. (early Oct 1794)

## Vrste
1. Kageneckia angustifolia D.Don
2. Kageneckia lanceolata Ruiz & Pav.
3. Kageneckia oblonga Ruiz & Pav.

## Sinonimi
- Lydea Molina; Sagg. Chile, ed. II. 164 (1810)